# Corajoso
Le Corajoso (portugais : Corajoso) est une race de poneys de selle originaire du Brésil, caractérisée par sa robe tachetée. Elle doit son nom au courage qu'elle est réputée déployer au travail. Ces poneys de selle sont vraisemblablement menacés de disparition.

## Histoire
La race doit son nom de Corajoso (« courageux ») au courage qu'elle est réputée déployer au travail, dans une région offrant très peu de ressources alimentaires. 
Il n'existe qu'un très faible nombre d'information à propos de ces poneys : Le Corajoso ne figure ni dans l'étude menée par l'université d'Uppsala, publiée en août 2010 pour la FAO, ni dans la base de données DAD-IS, ni dans la seconde édition de l'ouvrage de l'université d'Oklahoma recensant les races de chevaux (2007), ni dans celui de Delachaux et Niestlé prétendant recenser tous les chevaux du monde (2014), n'étant mentionné que dans l'édition de 2016 de l'encyclopédie de CAB International.
En raison d'une menace de disparition, un projet de croisements avec le poney brésilien et le Piquira a été mis en place pour faire renaître la race.

## Description
Il présente le type du cheval ibérique. CAB International (2016) indique une taille moyenne de 1,43 m.
La robe est toujours tachetée.
Le caractère est réputé docile et agréable.

## Utilisations
Il sert surtout de poney de selle, mais il peut aussi être attelé.

## Diffusion de l'élevage
La race est propre au Brésil. Elle fait l'objet d'efforts de préservation.